# Magnus Jensen
Magnus Jensen, né le 27 octobre 1996 à Viborg au Danemark, est un footballeur danois qui évolue au poste de défenseur central au SønderjyskE.

## Biographie

### En club
Né à Viborg au Danemark, Magnus Jensen est formé par le club local du Viborg FF mais n'y fait aucune apparition en professionnel. Il est laissé libre par le club à l'été 2016. Il rejoint alors le Skive IK. C'est avec ce club qu'il joue son premier match en professionnel, le 31 juillet 2016, lors d'un match de deuxième division danoise contre le HB Køge. Il entre en jeu et les deux équipes se neutralisent (0-0 score final).
En janvier 2020, Magnus Jensen décide de rejoindre l'AC Horsens, il signe un contrat de quatre ans. Son objectif est de découvrir la première définition, bien qu'il soit dans un premier temps destiné à un rôle de remplaçant de Alexander Ludwig et Malte Kiilerich (en). 
Il joue son premier match en Superligaen, le 24 février 2020, contre l'AGF Aarhus. Il entre en jeu à la place de Peter Therkildsen et son équipe s'incline par deux buts à un.
Le 30 mars 2022, Magnus Jensen prolonge son contrat avec l'AC Horsens jusqu'en décembre 2025.
Le 13 juillet 2023, Magnus Jensen rejoint le Lyngby BK. Il signe un contrat courant jusqu'en juin 2026.